# Sri Katon (Semaka)
Sri Katon is een bestuurslaag in het regentschap Tanggamus van de provincie Lampung, Indonesië. Sri Katon telt 2415 inwoners (volkstelling 2010).